# 주덕고등학교
주덕고등학교(周德高等學校)는 충청북도 충주시 주덕읍 신중리에 있었던 공립 고등학교이다.

## 학교 연혁
- 1984년 11월 27일 : 학교 설립인가 (6학급)
- 1985년 3월 6일 : 개교 (2학급 116명)
- 1985년 7월 23일 : 교실 증축 (2개 교실)
- 1986년 10월 6일 : 학급 증설 (15학급)
- 2017년 9월 1일 : 제28대 이평호 교장 부임
- 2019년 1월 9일 : 제32회 졸업(70명) (총 누계 2,234명)
- 2019년 3월 4일 : 신입생 24명 입학
- 2022년 2월 28일 : 37년만에 폐교[1]

## 참고 자료
- 주덕고등학교 - 한국교육학술정보원 학교알리미